# Sphaenorhynchus surdus
Sphaenorhynchus surdus é uma espécie de anfíbio da família Hylidae. Endêmica do Brasil, pode ser encontrada nos estados do Paraná, Santa Catarina e Rio Grande do Sul.